# Schloss Weiherhaus

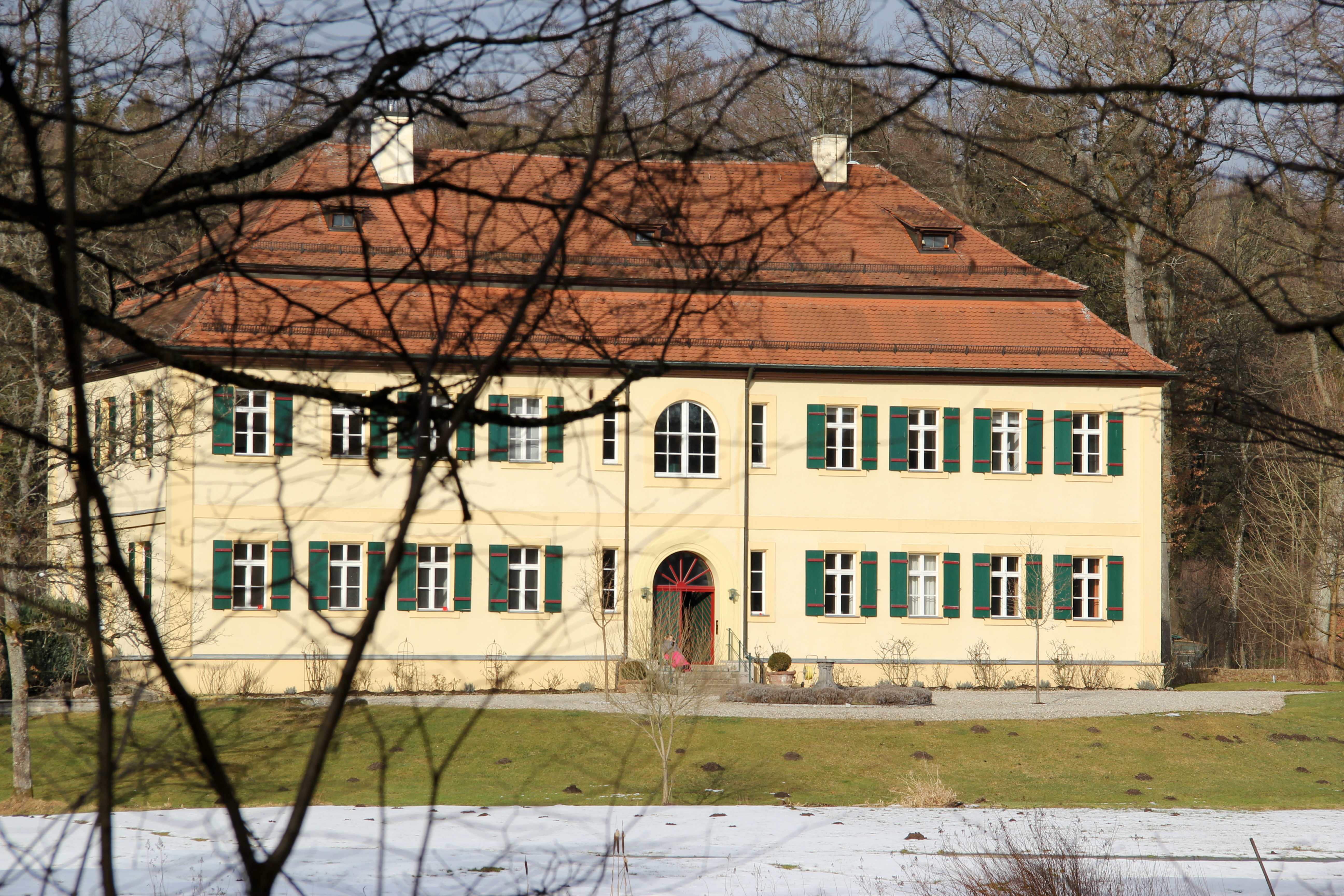
Herrensitz Weiherhaus

Schloss Weiherhaus bei Feucht, auch Herrensitz Weiherhaus, ist ein Schloss bzw. Herrenhaus in Weiherhaus bei Feucht im Landkreis Nürnberger Land.

## Geschichte
Der Herrensitz gehörte um 1370 den Patrizierfamilien Ortlieb und Ebner und von 1381 bis 1465 den Haller. Er wurde 1472 von der Familie Grundherr erworben. Ein Vorgängerbau des Herrensitzes wurde während des Zweiten Markgrafenkrieges 1552 niedergebrannt, auch später erfolgten Erneuerungen. Der Baubestand war zu Beginn des 18. Jahrhunderts offenbar derart ruinös, dass sich die Grundherrsche Familienstiftung, die 1679 nach langjährigen Erbstreitigkeiten gegründet worden war, bis 1761 ein weitgehend neues Schloss errichten ließ.
Im Zweiten Weltkrieg wurde das Schloss 1943 von einer Fliegerbombe getroffen und im südlichen Teil beschädigt. Die 1857 neu begründete Grundherrsche Familienstiftung hat den Schaden nach dem Krieg behoben. Die Familie der Grundherr Freiherren von Altenthann und Weiherhaus ist noch immer Eigentümerin ihres Stammsitzes, der ab 2012 umfassend saniert und auch von außen mit Giebel, Balkon und Gauben wieder in den Ursprungszustand gebracht wurde.

## Baubeschreibung
Schloss Weiherhaus ist ein zweigeschossiges, mit einem Mansarddach überdecktes Herrenhaus aus massiven Umfassungen. Das langrechteckige Gebäude weist traufseitig neun Fensterachsen auf und Putzfassaden, die mit Ecklisenen und Gurtgesims gegliedert sind. Im repräsentativen Obergeschoss finden sich Rokoko-Stuckierungen. Das Bauwerk ist in der Liste der Baudenkmäler in Feucht aufgeführt (Aktennummer D-5-74-123-47):
Herrenhaus: Zweigeschossiger Massivbau mit flachem Mittelrisalit und Mansardwalmdach, 1700 (dendrochronologisch datiert), nach Kriegsschäden (1943) teilweise erneuert; mit Ausstattung. 